# Lecaniobius capitatus
Lecaniobius capitatus är en stekelart som beskrevs av Charles Joseph Gahan 1924. Lecaniobius capitatus ingår i släktet Lecaniobius och familjen hoppglanssteklar.
Artens utbredningsområde är:
- Panama.
- Uruguay.

Inga underarter finns listade i Catalogue of Life.